# Basílica de San Quirino (Neuss)
La Basílica de San Quirino (en alemán: Münster-Basilika St. Quirin) es un templo católico que fue erigido en la ciudad de Neuss en la parte occidental del actual estado de Renania del Norte-Westfalia, entre 1209 y 1230. La basílica es uno de los mejores ejemplos de iglesias románicas en Alemania. Tiene una fuerte influencia lombarda pero en principio muestra los primeros signos del gótico. En su campanario aparecen los primeros arcos de medio punto. Esta forma de arco se convierte en siglos posteriores en una de las señales que marcaron el estilo gótico.
Está dedicada a san Quirino de Neuss, un destacado mártir romano del siglo III, venerado en Neuss ya que el cuerpo del mártir se trasladó a esta ciudad en el año 1050, un regalo del papa León IX a la abadesa Gepa.
En 2009 la iglesia fue reconocida por el papa Benedicto XVI con el título de basílica menor.

## Arquitectura
Construida como un edificio sacro en la época entre el romanticismo y el estilo gótico, la Quirinus-Münster es un gran ejemplo de iglesias construidas en Alemania en esa época. 

También es una de las últimas grandes iglesias construidas para albergar a los peregrinos con el estilo de hoja de pan (en alemán: Dreikonchenstil), común en la zona del Rin: los bancos en un ángulo de 90 grados tienen una curvatura redondeada en el lado exterior. La construcción comenzó el 9 de octubre de 1209, como se indica en la piedra angular que se encuentra en el lado sur del banco con hojas de trébol.

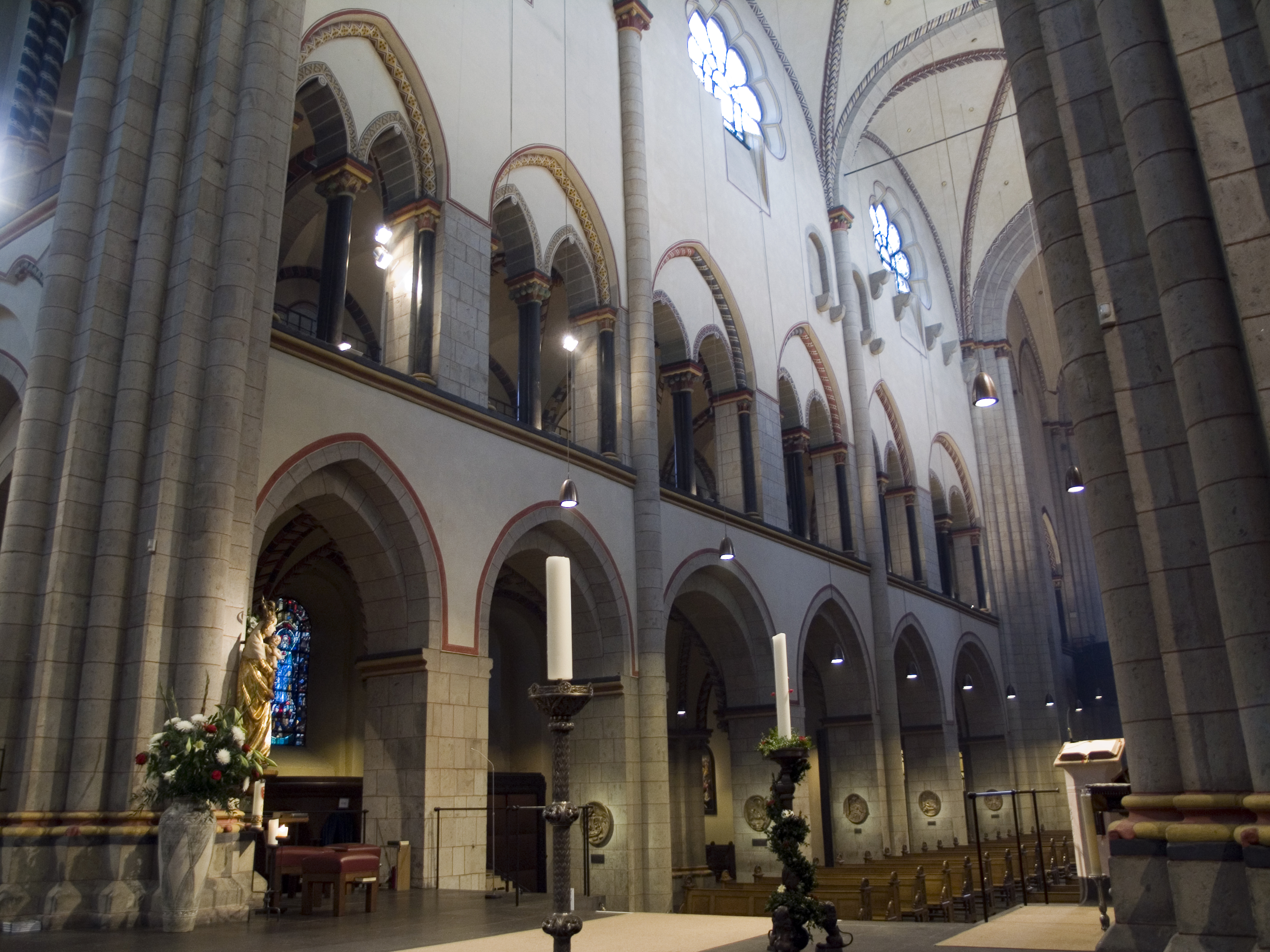
Vista interna